# Episodi di Hill Street giorno e notte (settima stagione)
La settima stagione della serie televisiva Hill Street giorno e notte è stata trasmessa in anteprima negli Stati Uniti d'America dalla NBC tra il 2 ottobre 1986 e il 12 maggio 1987.
| nº | Titolo originale                   | Titolo italiano | Prima TV USA     | Prima TV Italia |
| -- | ---------------------------------- | --------------- | ---------------- | --------------- |
| 1  | Suitcase                           |                 | 2 ottobre 1986   |                 |
| 2  | A Case of Klapp                    |                 | 9 ottobre 1986   |                 |
| 3  | The Best Defense                   |                 | 16 ottobre 1986  |                 |
| 4  | Bald Ambition                      |                 | 30 ottobre 1986  |                 |
| 5  | I Come on My Knees                 |                 | 6 novembre 1986  |                 |
| 6  | Say Uncle                          |                 | 13 novembre 1986 |                 |
| 7  | Amazing Grace                      |                 | 27 novembre 1986 |                 |
| 8  | Falling from Grace                 |                 | 2 dicembre 1986  |                 |
| 9  | Fathers and Guns                   |                 | 9 dicembre 1986  |                 |
| 10 | More Skinned Against Than Skinning |                 | 23 dicembre 1986 |                 |
| 11 | She's So Fein                      |                 | 6 gennaio 1987   |                 |
| 12 | A Wasted Weekend                   |                 | 13 gennaio 1987  |                 |
| 13 | City of Refuse                     |                 | 20 gennaio 1987  |                 |
| 14 | Der Roachenkavalier                |                 | 3 febbraio 1987  |                 |
| 15 | Norman Conquest                    |                 | 10 febbraio 1987 |                 |
| 16 | Sorry Wrong Number                 |                 | 3 marzo 1987     |                 |
| 17 | The Cookie Crumbles                |                 | 10 marzo 1987    |                 |
| 18 | Dogsbreath Afternoon               |                 | 17 marzo 1987    |                 |
| 19 | Days of Swine and Roses            |                 | 31 marzo 1987    |                 |
| 20 | The Runner Falls on His Kisser     |                 | 7 aprile 1987    |                 |
| 21 | A Pound of Flesh                   |                 | 5 maggio 1987    |                 |
| 22 | It Ain't Over Till It's Over       |                 | 12 maggio 1987   |                 |